# San Francesco di Paola (Neapel)

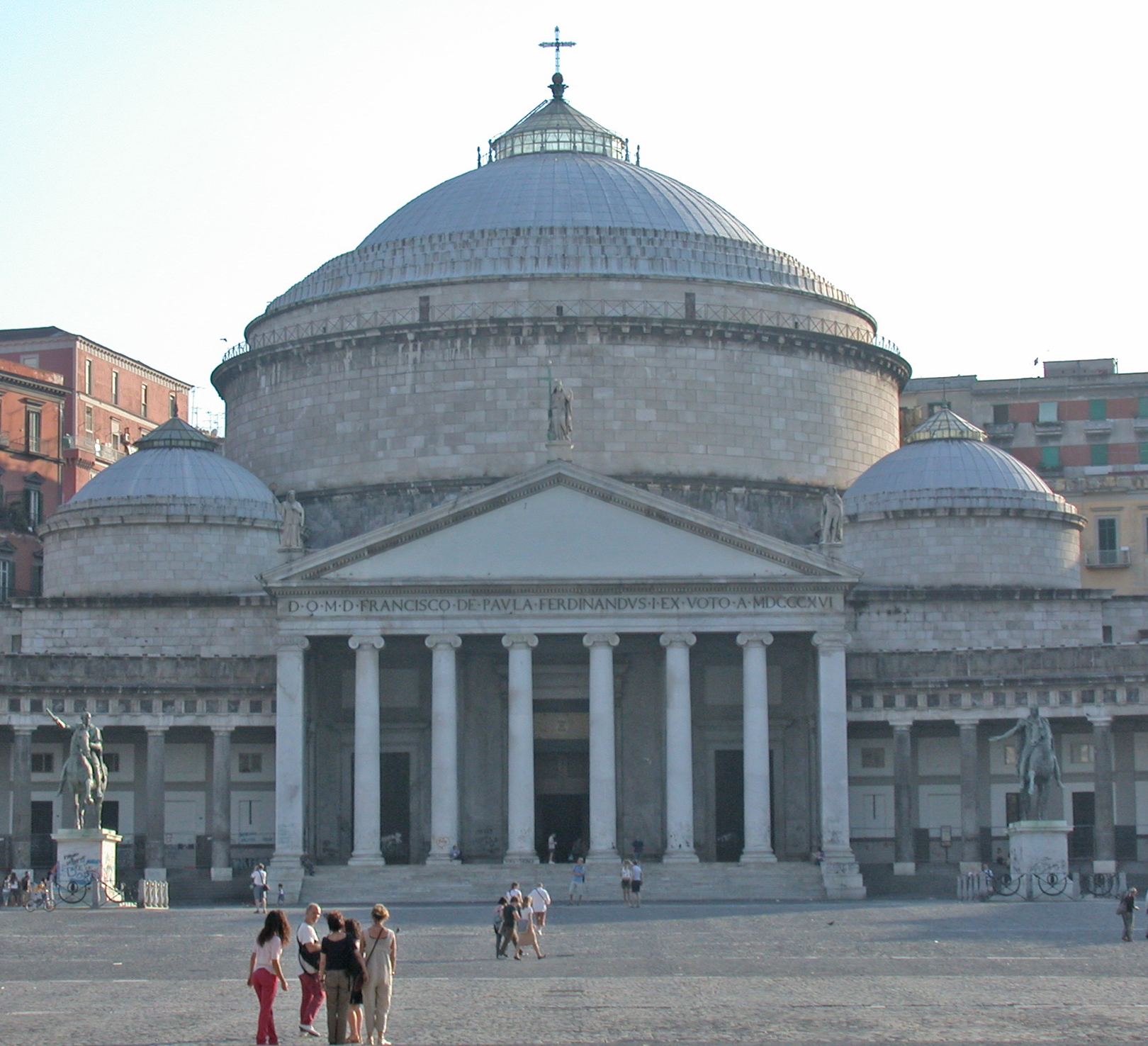
San Francesco di Paola

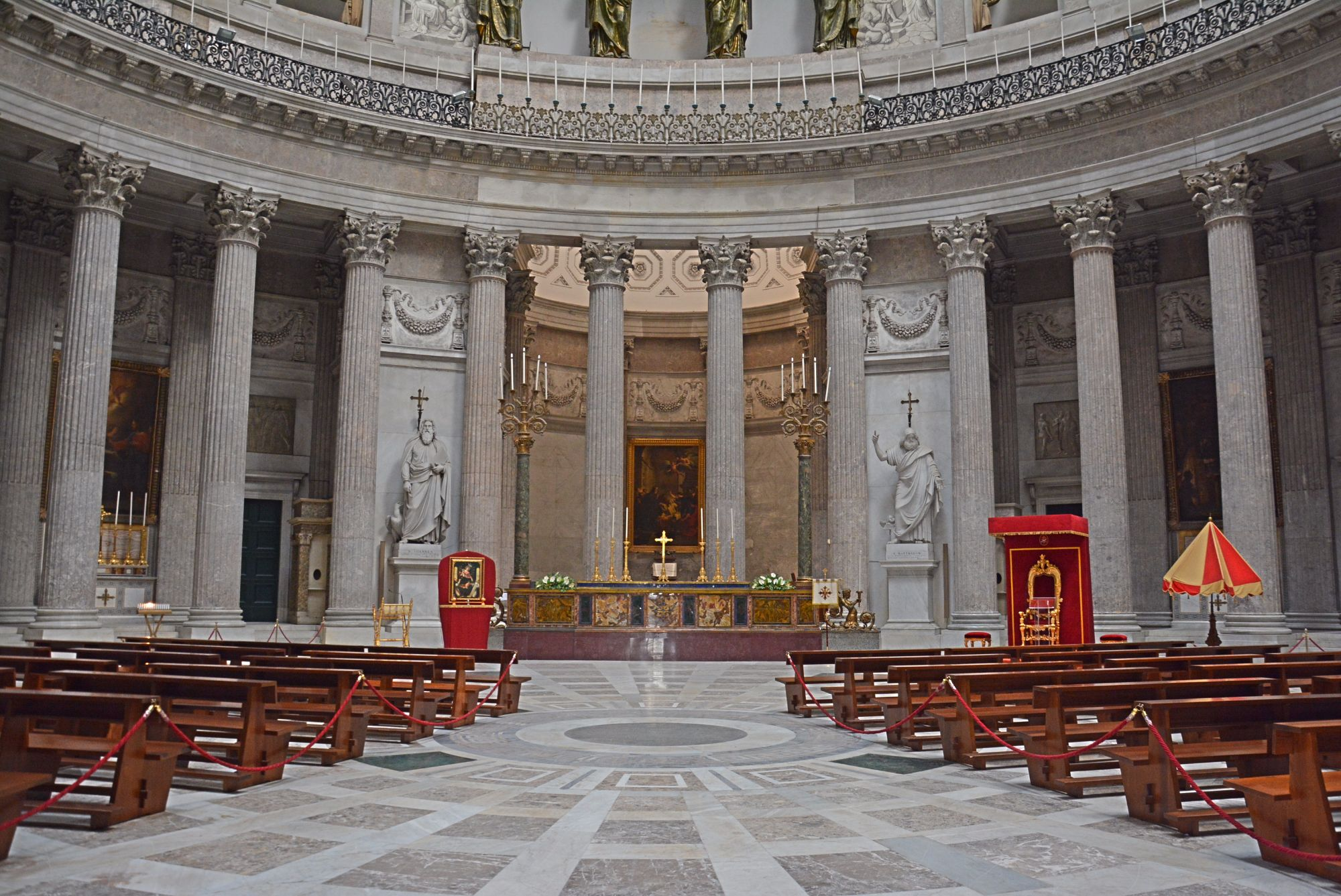
Inneres

San Francesco di Paola ist eine Kirche in Neapel, Italien. Sie befindet sich an der Westseite der Piazza del Plebiscito gegenüber dem Palazzo Reale.
Der gesamte Platz sowie die großen Gebäude und Kolonnaden an seiner Westseite wurden zu Beginn des 19. Jahrhunderts vom damaligen König von Neapel, Joachim Murat, einem Schwager Napoléons, geplant als Huldigung an den Kaiser. Um Platz für die neuen Bauten zu schaffen, ließ er zunächst die alten Klostergebäude abtragen und schrieb einen öffentlichen Wettbewerb um die Gestaltung des Platzes aus. Nach der Verbannung Napoléons und der Absetzung Joachim Murats bestiegen die Bourbonen wieder den Thron von Neapel. König Ferdinand I. ließ 1817 einen neuen Wettbewerb ausschreiben und widmete die geplante Kirche dem Heiligen Franz von Paola, der im 16. Jahrhundert eine Zeit lang in einem Kloster an gleicher Stelle verbracht hatte. Die Kirche wurde schließlich nach den Plänen von Pietro Bianchi erbaut und 1836 von Papst Gregor XVI. geweiht.
Die Kirche erinnert in ihrer Form an das Pantheon in Rom. Die Fassade ist gegliedert durch einen Portikus, ruhend auf sechs Säulen und zwei Pfeilern mit ionischen Kapitellen. Der Innenraum der Kirche ist als Rotunde mit einem Durchmesser von 34 Metern gestaltet, diese umgeben 32 Säulen im korinthischen Stil mit einer Höhe von 11 Metern, die die 53 Meter hohe Hauptkuppel tragen. Seitlich schließen sich zwei Seitenkapellen an, von denen eine von Luca Giordano gestaltet wurde.
Der Hauptaltar ist ein Werk von Anselm Cangiano aus dem Jahr 1641, reich geschmückt mit Lapislazuli und anderen Edelsteinen. Er stammt ursprünglich aus der Chiesa dei Santi Apostoli und wurde 1835 an seinen neuen Platz gebracht.

## Panorama

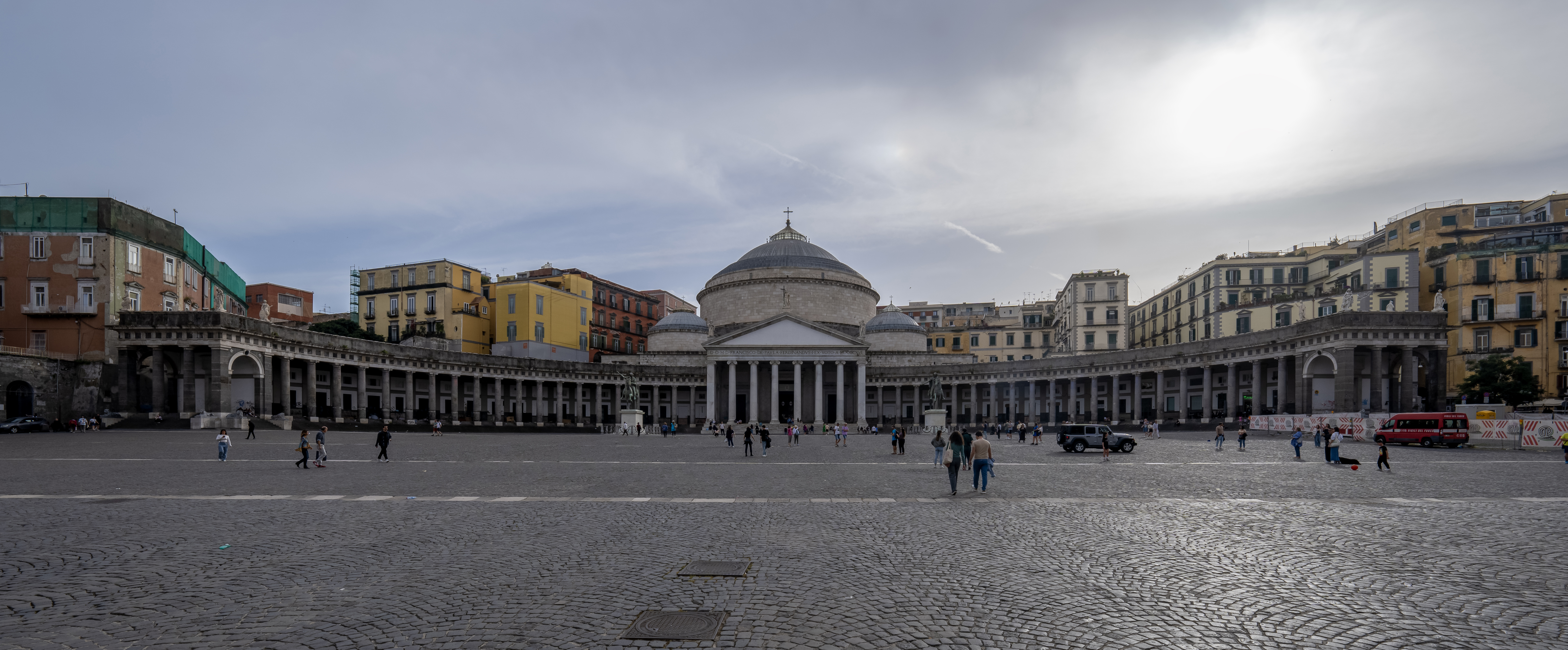
Die Basilica di San Francesco di Paola an der Piazza del Plebiscito in Neapel (Foto 2024)